# 卡内基梅隆大学人机交互学院
人机交互学院（英語：Human-Computer Interaction Institute，简称）是卡内基梅隆大学计算机系下属的一个部门，被认为是人机交互（HCI）领域的领头羊之一，并于2008年名列《Computer World》的“前十名最具创造力的学府”榜单之中。在过去的三十年间，该学院一直是人机交互领域的主要论文发表地，主要集中在计算机协会的CHI会议中，论文发表量通常占发表总量的超过10%。在该研究院中的研究旨在理解、创造新技术，将人类的力量融入计算机科学、設計、社会科学与学习科学之中。